# 100027 Hannaharendt
Hannaharendt (asteroide 100027) é um asteroide da cintura principal, a 1,8727898 UA. Possui uma excentricidade de 0,2246146 e um período orbital de 1 371,04 dias (3,76 anos).
Hannaharendt tem uma velocidade orbital média de 19,16492171 km/s e uma inclinação de 1,5078º.
Este asteroide foi descoberto em 12 de Outubro de 1990 por F. Boerngen, Lutz Schmadel. Deve o seu nome à filósofa judia alemã Hannah Arendt.